# Gastão I de Béarn
Gastão I († 984) foi um visconde de Béarn e de Oloron de 940 a 984, filho de Centulo II, visconde de Béarn.

## Biografia
Ele é citado por um acto de doação em favor da abadia de Saint-Vincent-de-Lucq que fez seu pai, e que era uma vila em Bordéus. Ele fez uma doação em favor da mesma abadia de outra vila, enquanto Guilherme Sancho, era conde de Biscaia (961-996).
De uma mulher desconhecida, ele deixa:
- Centulo III († 1004), visconde de Béarn

## Anexos

### Artigos Relacionados
- Lista dos viscondes de Béarn